# Biblioteca genómica
En genética, una biblioteca genómica es una población de bacterias huésped, cada una de ellas lleva un ADN que fue insertado en un vector de clonación, de tal manera que la colección de clones representa todo el genoma del organismo fuente.  Este término también representa la colección de todas las moléculas  vector, cada una con un fragmento del ADN cromosómico del organismo, antes de la inserción de estas moléculas en las células huésped .

## Características
Una biblioteca genómica debe representar la totalidad del genoma de un organismo como un conjunto de la superposición de fragmentos clonados, que por lo tanto,permiten el aislamiento de una secuencia en el genoma. Los fragmentos  para la clonación idealmente deben ser generadas por un procedimiento independiente de secuencia, para asegurar que los fragmentos sean generados al azar y por lo tanto no exista un sesgo hacia una secuencia particular. Por último, los fragmentos clonados deben ser mantenidos en forma estable, sin tergiversación de las secuencias debido a la recombinación o diferencial la replicación del ADN clonado durante la propagación de los recombinantes. Si bien estos criterios pueden parecer bastante exigentes, los sistemas de
disponibles para la producción de bibliotecas genómicas permiten estos requisitos
que deben cumplir más o menos completamente.

## Construcción de una biblioteca genómica
La primera consideración en la construcción de una biblioteca genómica es el número de clones necesarios. Esto depende de una variedad de factores, la más evidente es el tamaño del genoma. Por lo tanto, un genoma pequeño como la de E. coli se requieren menos clones de un proceso más complejo tales como el genoma humano. El tipo de vector que se utilizará También hay que considerar, que determinará el tamaño de los fragmentos que se pueden clonar. En la práctica, el tamaño de la biblioteca se puede calcular simplemente sobre la base de la probabilidad de que una secuencia particular de ser representados en la biblioteca. Hay una fórmula que tenga en cuenta todos los factores y produce un "número de clones de valor. la fórmula es la siguiente:
N = ln(1 − P )/ ln(1 − a/b)
donde N es el número de clones necesarios, P es la probabilidad de que desee de una secuencia particular de ser representado (típicamente fijado en 0,95 o 0,99), a es el tamaño medio de los fragmentos de ADN para ser clonado, y b es el tamaño del genoma (expresada en las mismas unidades que a). Mediante el uso de esta fórmula, es posible determinar la magnitud de la tarea y planificar una estrategia de la clonación en consecuencia. Algunos tamaño del genoma y el tamaño de sus bibliotecas asociadas se muestran en la Tabla 6.2.
Estos tamaños de la biblioteca deben ser considerados como valores mínimos, como la generación de fragmentos clonados no pueden proporcionar un completo conjunto aleatorio y representativo de los clones en la biblioteca. Así, para un biblioteca genómica humana, estamos hablando de unos 106 clones o más en Para estar razonablemente seguro de aislar un determinado gen de copia única secuencia.